# 董慧 (演員)
董慧（1997年5月22日—），英文名Gigi Jess Dong，中国女演员。曾是小童星，六歲時被導演看中，十一歲已出演二十部影视作品，之后被于正器重。曾拍攝多部電視劇，包括：《大丫鬟》、《鎖清秋》、《玫瑰江湖》、《美人心計》、《美人無淚》等。其亦參演多部电影，曾與周杰伦和林志玲合作演出电影《刺陵》，并列为其电影代表作。电视劇代表作為《美人心計》中飾演的童年張嫣，使其人氣急升。由於在剧中的出色发挥，深得导演和制作人的喜爱，也逐渐被观众认知，已跨入国内一线童星行列。
亦是演員林心如的乾女兒。2013年，被香港導演邀請參演舞臺劇《月色凌空》，飾演「玉小琴」一角，憑著該角色靈活的演出、演技精湛；打敗多位前輩藝人奪得《第十三屆中國青春舞臺劇金盃獎》「最佳女主角」及「最愛女童星」兩個獎項。

## 影视作品

### 电视剧
| 首播年份 | 剧名                 | 角色                     | 备注                 |
| 2004年   | 《天地有情》         | 小乞丐                   |                      |
| 2004年   | 《谍战之特殊较量》   | 妞妞                     |                      |
| 2005年   | 《傻小子李元霸》     | 昭阳公主                 |                      |
| 2005年   | 《福禄寿三星报喜》   | 九斤                     |                      |
| 2005年   | 《半路夫妻》         | 涓子                     |                      |
| 2005年   | 《身边的故事》       | 吳佳佳                   |                      |
| 2007年   | 《雅宝路女人》       | 露茜（童年）             |                      |
| 2007年   | 《野百合也有春天》   | 白洁（小洁）             |                      |
| 2007年   | 《歲月風雲》         | 華振民好友的女儿         | 無綫電視劇集         |
| 2009年   | 《玫瑰江湖》         | 君綺羅（童年）           |                      |
| 2009年   | 《良心无悔》         | 吳花                     |                      |
| 2009年   | 《人间情缘》         | 小丫头                   |                      |
| 2009年   | 《大丫鬟》           | 桑采青（童年）           |                      |
| 2009年   | 《鎖清秋》           | 杜蘭嫣（童年）           |                      |
| 2009年   | 《美人心計》         | 張嫣（童年）             |                      |
| 2010年   | 《歡喜婆婆俏媳婦》   | 佟金玉（童年）           |                      |
| 2010年   | 《國色天香》         | 玉兒（童年）             |                      |
| 2011年   | 《请你原谅我》       | 陸晴                     | 又名《假如爱有天意》 |
| 2011年   | 《被遗弃的秘密》     | 玉琴（童年）             |                      |
| 2011年   | 《大爱无声》         | 楊柳                     |                      |
| 2011年   | 《唐宮美人天下》     | 袁春雨                   |                      |
| 2012年   | 《山河戀·美人無淚》  | 博尔济吉特·孟古青 / 靜兒 |                      |
| 2013年   | 《大汉情缘之云中歌》 | 橙兒                     |                      |
| 2017年   | 《大王不容易》       | 霓裳                     | 網絡劇               |
| 2018年   | 《魯冰花》           | 古茶妹                   | 2009年拍攝           |
| 2019年   | 《听雪楼》           | 石明烟                   |                      |
| 2020年   | 《长安诺》           | 惠兒                     |                      |
| 2022年   | 《尚食》             | 阿金                     |                      |
| 2024年   | 《南柯梦》           | 五月                     | 網絡短劇             |

### 电影
| 上映年份 | 电影名                              | 角色           |
| 2004年   | 《我只在乎你》                      | 云云           |
| 2005年   | 《角落》                            |                |
| 2007年   | 《打打球談談情》                    | 鍵鍵           |
| 2007年   | 《覺愛》                            | 劉雲           |
| 2007年   | 《神秘紫砂壶》                      | 天驕           |
| 2007年   | 《彩票也疯狂》                      | 木耳（童年）   |
| 2009年   | 《刺陵》                            | 叨叨（童年）   |
| 2013年   | 《乌龙鸳鸯智多星》                  | 刷子（童年）   |
| 2013年   | 《愛》                              | 林欣榮（Joey） |
| 2015年   | 《青春·敬礼》                       |                |
| 2017年   | 《怪笑少女》(网絡電影, 原名:寻胎记) |                |

### 舞臺劇
- 2013：《月色凌空》飾 玉小琴

### 广告
- 家用酸奶机
- 背背佳U9
- 大寨核桃露
- 蒙牛高钙奶
- 太空小台灯 等

### 配音
- 电影《无极》为关晓彤饰演的小女孩配音
- 动画片金丝猴
- 相机广告 等

## 參加活動
- 湖南卫视《天天向上》节目嘉宾
- 中央一套《正大综艺墙来了》节目嘉宾20110811期、20120129期（重播）和20121104期
- 央视大型慈善赈灾晚会《同在蓝天下—爱心2008》 演唱主题曲《明天会更好》

## 獎項記錄
- 2011：金鷹頒獎禮 - 「最佳女配角」（大爱无声）
- 2013：第十三屆中國青春舞臺劇金盃獎 - 「最佳女主角」、「最愛女童星」